# Adriaan Cornelis Willemsen

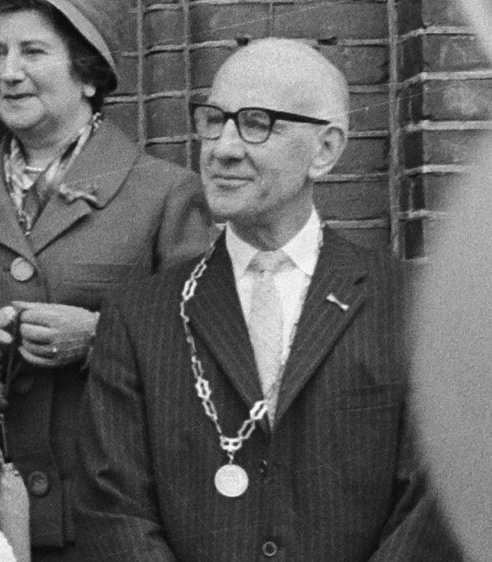
Burgemeester A.C. Willemsen (1961)

Adriaan Cornelis Willemsen (Yerseke, 10 juni 1900 – IJsselstein, 16 april 1990) was een Nederlands politicus van de ARP.
Hij was werkzaam in het oesterbedrijf van zijn vader maar toen dat bedrijf in de problemen kwam, is hij in 1934 als volontair gaan werken bij de gemeentesecretarie van Yerseke. Na meer dan drie jaar daar als volontair ervaring te hebben opgedaan werd Willemsen begin 1938 benoemd tot burgemeester van Wemeldinge. In juni 1944 volgde ontslag en kort daarop werd de NSB'er A.C. van Driel daar burgemeester. Later is deze met terugwerkende kracht per 5 september 1944 (Dolle Dinsdag) ontslagen en na die dag was hij nog waarnemend burgemeester van Vollenhove. Willemsen keerde terug in zijn oude functie en in 1946 werd hij benoemd tot burgemeester van zijn geboorteplaats Yerseke. Midden 1965 ging hij met pensioen maar hij bleef wel tot januari 1966 aan als waarnemend burgemeester. In 1990 is hij op 89-jarige leeftijd overleden.